# Satsuki Fujisawa
Pour les articles homonymes, voir Fujisawa (homonymie).
Satsuki Fujisawa (藤澤 五月, Fujisawa Satsuki), née le 24 mai 1991, est une curleuse japonaise. 

## Carrière
Elle est médaillée de bronze du tournoi féminin de curling aux Jeux olympiques d'hiver de 2018.
Elle est également médaillée d'argent au Championnat du monde de curling féminin 2016 et médaillée de bronze aux Jeux asiatiques d'hiver de 2017.